# Марь калифорнийская
Марь калифорнийская (лат. Blítum califórnicum, Chenopódium californicum) — вид североамериканских многолетних травянистых растений, относящийся к роду Жминда (Blitum), выделенному из рода Марь (Chenopodium) семейства Амарантовые (Amaranthaceae).

## Распространение и местообитания
Ареал лежит на тихоокеанском побережье США и севере Мексики в штатах Калифорния и Нижняя Калифорния, соответственно.
Произрастает на открытых участках местности, на пастбищах, в пустынях, заселяет чапараль, поднимаясь в горы до высот в 2000 метров над уровнем моря.

## Ботаническое описание
Растение с прямостоячими стеблями, могут образовывать заросли. Листья посажены на длинные черешки. Листовая пластинка треугольной или копьевидной формы, достигает в длину 10 сантиметров. Края листа глубоко и резко зубчатые.
Соцветия шаровидной формы состоят из клубочков, плотно сложенных из нескольких цветов. Плод с красноватым околоплодником, окружающим семя.

## Использование
Растение применялось коренными американцами в качестве лекарства и как моющее средство. Семена могли использоваться для изготовления муки, а листья и побеги, после тепловой обработки, в качестве овоща.